# Lápidas cartaginesas

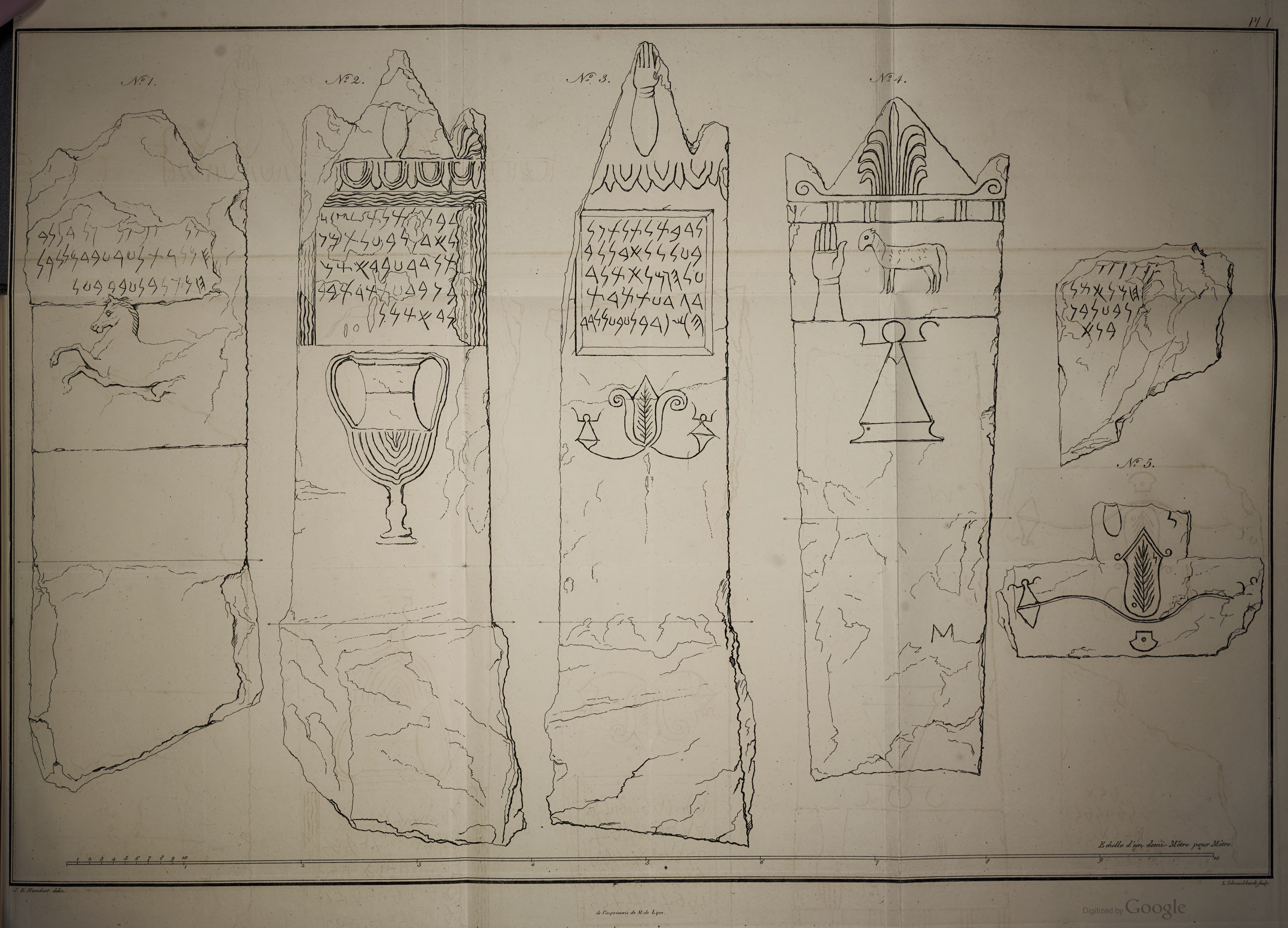
Primer boceto publicado de artefactos de Cartago. Dibujado por Jean Emile Humbert en su Notice sur quatre cippes sépulcraux et deux fragments, découverts en 1817, sur le sol de l'ancienne Carthage.

Las lápidas cartaginesas son un conjunto de lápidas que contienen inscripciones en lengua púnica excavadas en la ciudad de Cartago durante los últimos 200 años. Los primeros descubrimientos de este tipo fueron publicados por Jean Emile Humbert en 1817, Hendrik Arent Hamaker en 1828 y Christian Tuxen Falbe en 1833.
Esta estelas se publicaron juntas por primera vez en el Corpus Inscriptionum Semiticarum; la primera colección en 1976 por Jean Ferron. Ferrón identificó cuatro tipos de estelas funerarias:
- Tipo I: Estatuas (tipo I Α, Β o C según se trate de un "quasi ronde-bosse", un "semi relieve" o un "tipo herma")
- Tipo II: Bajorrelieves (Tipo II 1, donde la figura destaca en un arco de círculo, y II 2, donde sobresale en un relieve aplanado)
- Tipo III: monumentos de hornacina o naiskos (tipo III 1, con hornacina rectangular o trapezoidal, y III 2, hornacina con cima triangular)
- Tipo IV: Estelas grabadas (extremadamente raras).

Las estelas funerarias más antiguas pertenecen al tipo III y datarían del siglo V a. C., adquiriendo gran difusión a finales del IV a. C. Posteriormente aparecen los bajorrelieves y estatuas.

## Galería

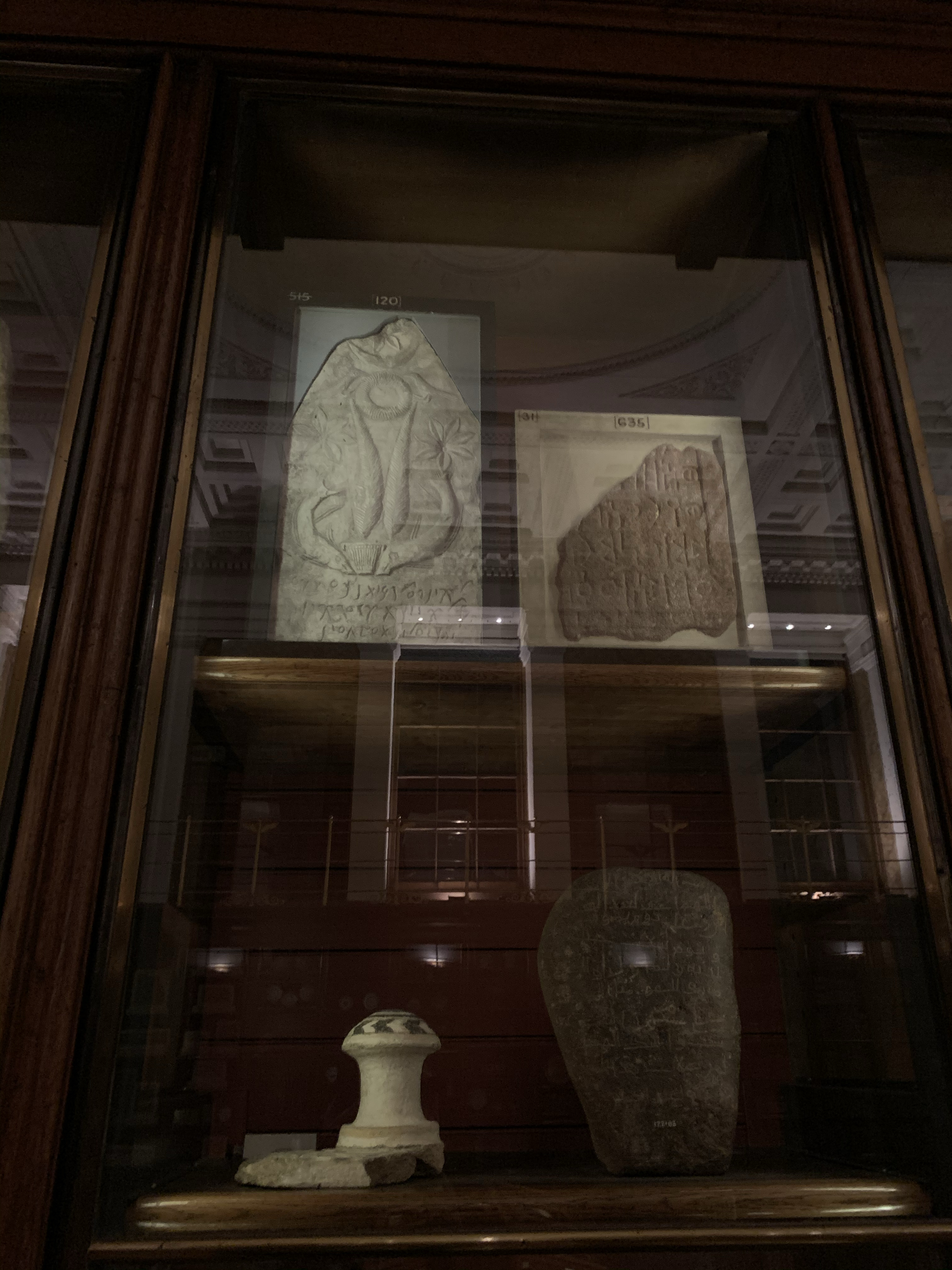
Lápida publicada en 1833 por Christian Tuxen Falbe, Museo Británico
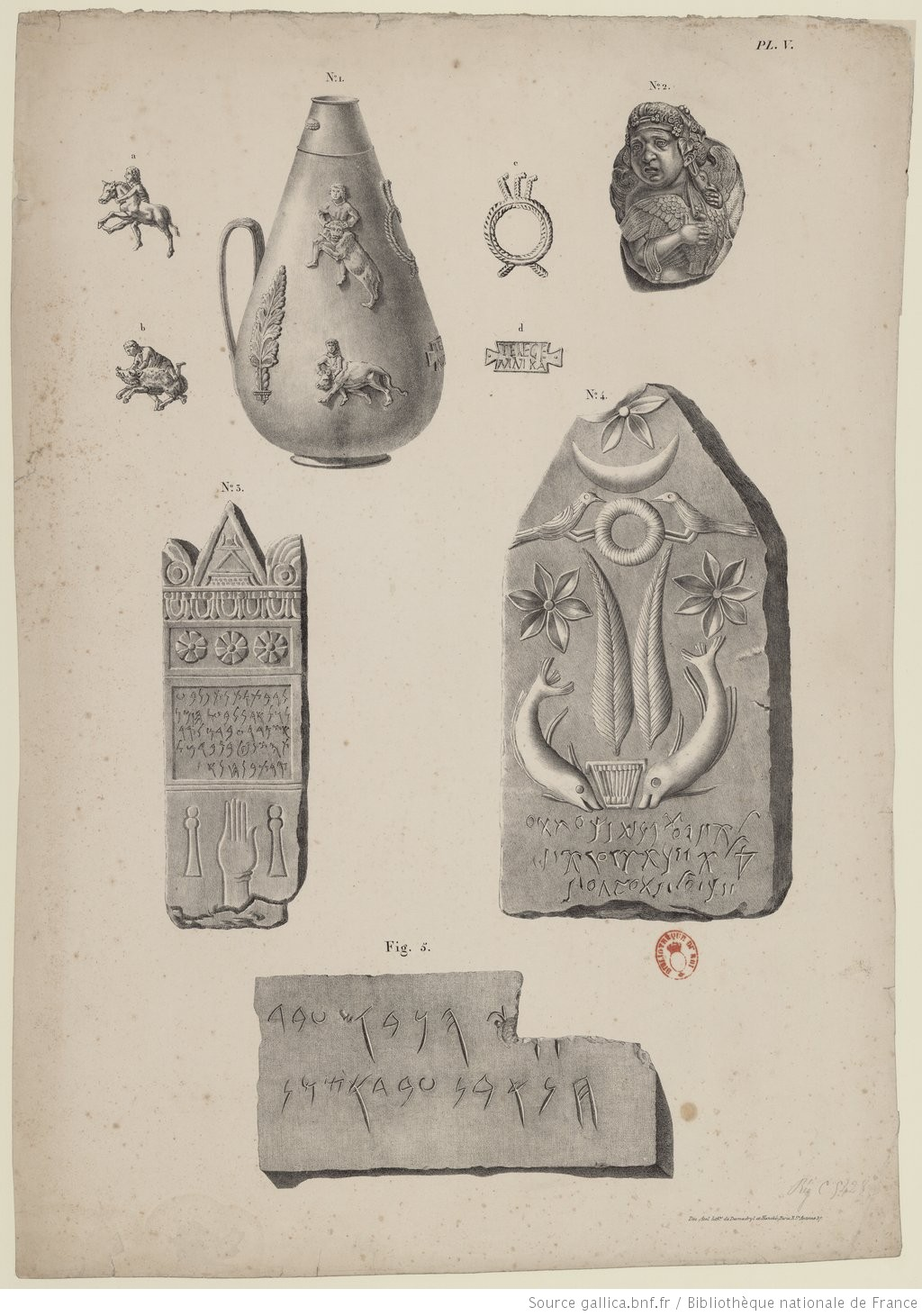
Hallazgos de 1833 Christian Tuxen Falbe en Recherches sur l'emplacement de Carthage
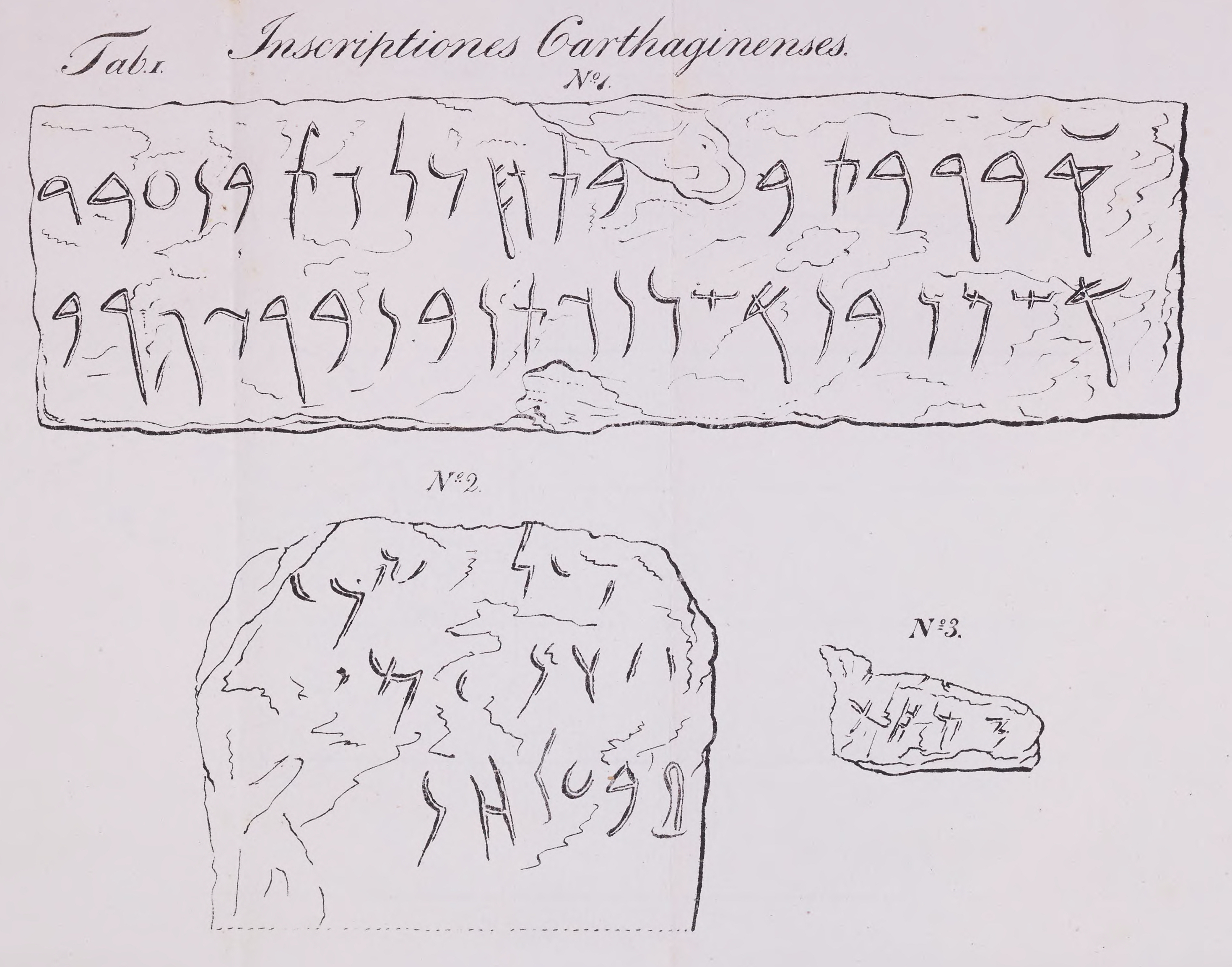
Inscripciones publicads por Hendrik Arent Hamaker en 1828, en su Miscellanea Phoenicia
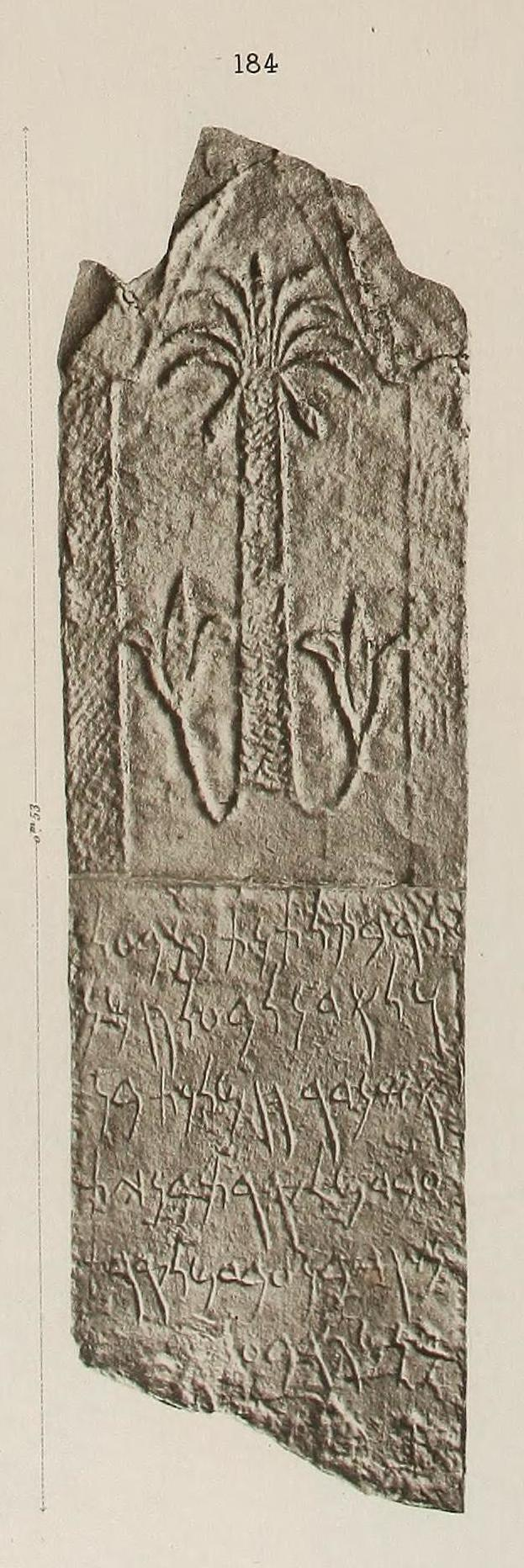
KAI 85 (CIS I 184), descubierta en 1831, descrita como "el tipo de inscripciones dedicatorias que están representadas por muchos miles de copias y, debido a la naturaleza formulada del texto, sólo proporciona material para la investigación de nombres."